# Amilorid
Az amilorid (INN: amiloride) hatását közvetlenül a disztális tubulusokban és gyűjtőcsatornákban kifejtő vizelethajtó gyógyszer. Fokozott nátrium-, klorid- és vízkiválasztást okoz, ugyanakkor gátolja a káliumexcretiót. Ez a hatás nem aldoszteron-antagonizmuson alapul, hanem az epitheliális nátrium-csatornák (ENaC) blokkolásán keresztül jön létre. A VIII. Magyar Gyógyszerkönyvben Amiloridi hydrochloridum    néven hivatalos.  